# Bertula excelsalis
Bertula excelsalis är en fjärilsart som beskrevs av Walker 1865. Bertula excelsalis ingår i släktet Bertula och familjen nattflyn. Inga underarter finns listade i Catalogue of Life.